# Dario Lochner
Dario Lochner (* 29. Oktober 1995 in Schwaz) ist ein österreichischer Handballspieler.

## Karriere
Lochner begann in der Jugend beim ULZ Schwaz, im Alter von 8 Jahren, Handball zu spielen. Mit 10 Jahren wechselte er ans Gymnasium Paulinum und damit in den Handballhort vom UHC Paulinum. Schon während seiner schulischen Ausbildung begann Lochner seine Karriere als professioneller Handballer beim Medalp Handball Tirol, wo er trotz jungen Alters zum Vizemeister-Titel in der zweithöchsten Spielklasse Österreichs beitragen konnte. Durch die ihm verliehene Förderlizenz wurde es ihm ermöglicht in der Handball Liga Austria beim Erstligisten Sparkasse Schwaz zu schnuppern und währenddessen Spielerfahrung beim HIT Innsbruck und der Handball-Bundesliga zu sammeln. Der Kreisläufer lief bis 2021/22 für Handball Tirol in der Handball Liga Austria, ehe der Vertrag vom Verein aufgelöst wurde.

## Saisonbilanzen
HLA
| Saison  | Verein         | Spielklasse | Tore | Feldtore |
| ------- | -------------- | ----------- | ---- | -------- |
| 2017/18 | Handball Tirol | HLA         | 78   | 77       |